# Мадридский университет имени Карла III
Мадридский университет имени Карла III (исп. Universidad Carlos III de Madrid, UC3M) — это один из шести государственных университетов автономного сообщества Мадрид. Университет известен международной направленностью, качеством преподавания и научных исследований. Университет носит имя короля Испании Карла III. Университетские кампусы расположены в трёх городах: Леганес, Хетафе и Кольменарехо. В 2009/2010 учебном году в университете училось 18 951 студентов.

## История

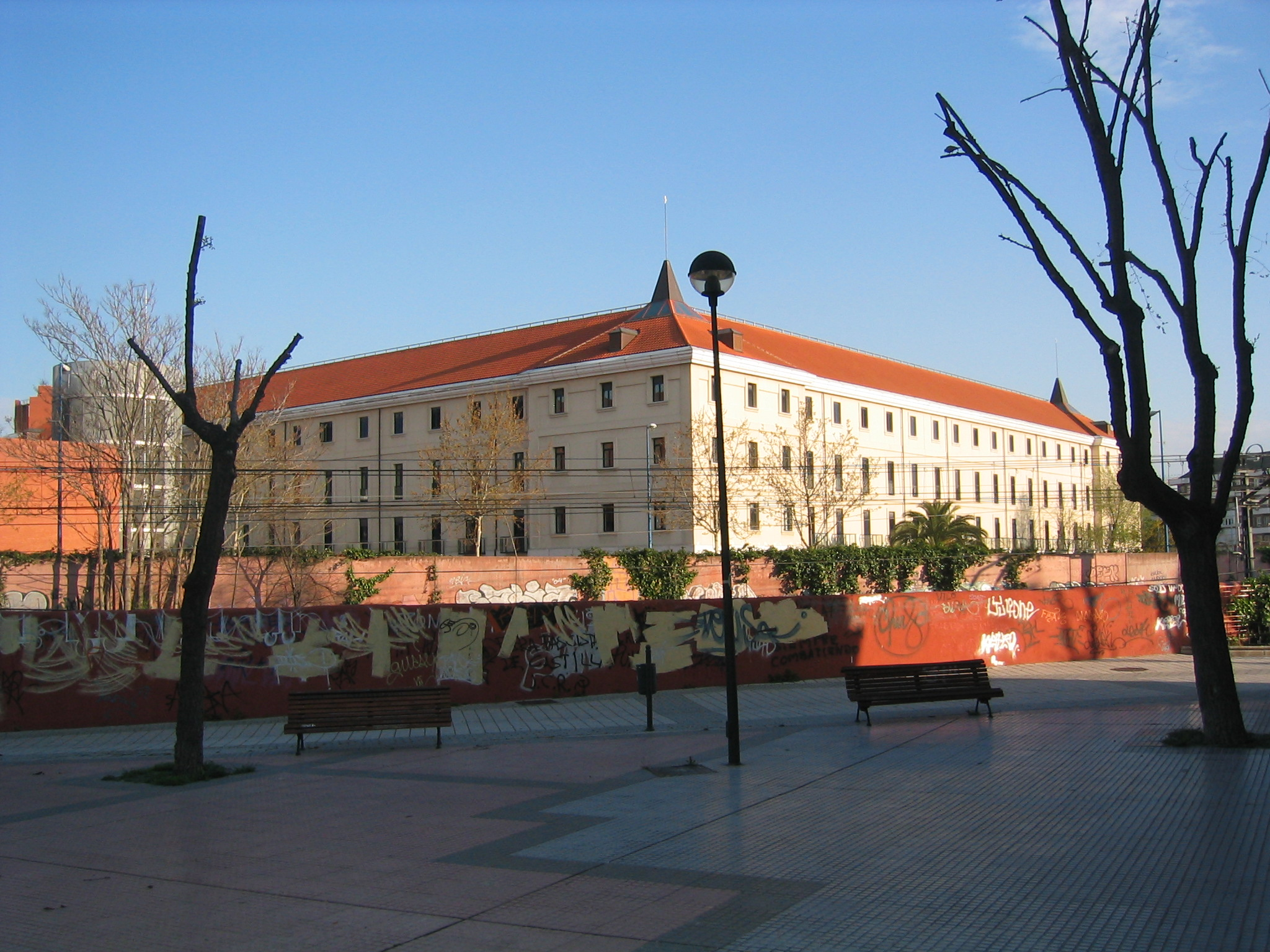
Здание Высшей политехнической школы в составе Университета Карла III

Мадридский университет имени Карла III был основан в 1989 году с целью организации качественного университетского и постуниверситетского образования. Философия университета — воспитывать ответственность, свободу мышления, чуткость к социальным проблемам. Ценности университета — заслуги, способности, эффективность, транспарентность, честность, равенство и защита окружающей среды.
Девиз университета — высказывание Сенеки: Homo homini sacra res («Человек должен быть священным для человека»).